# نيكيتا نكراسوف
نيكيتا نكراسوف (بالروسية: Никита Александрович Некрасов)‏ هو فيزيائي نظري وفيزيائي روسي، ولد في 10 أبريل 1973 في موسكو في روسيا.